# 朱同鈞
臨湍榮惠王朱同鈞（1460年—1491年），明朝周藩第一代臨湍王，周懿王朱子埅的庶第五子。

## 生平
成化三年（1467年）七月，獲賜名同鈞。成化七年（1471年）二月，封臨湍王。
弘治四年（1491年），朱同鈞去世，享年三十二歲，諡榮惠。六年後，庶長子鎮國將軍朱安瀺襲爵。

## 家庭

### 妻
- 張氏，北城兵馬副指揮張蕭女，成化九年（1473年）冊為臨湍王妃[5]

### 妾
- 杜氏，生朱安瀺[6]

### 子
- 庶長子：鎮國將軍→臨湍端簡王朱安瀺[4]
- 庶第二子：鎮國將軍朱安𣿖[7]
- 庶第三子：鎮國將軍朱安溫[8]
- 庶第四子：鎮國將軍朱安漮[9]